# Luc Peiffer
Pour les articles homonymes, voir Peiffer.
Luc Peiffer, né le 20 février 1965 à Bruxelles (province de Brabant), est un sculpteur et auteur de bande dessinée belge.

## Biographie

### Jeunesse
Luc Peiffer naît le 20 février 1965 à Bruxelles. Il grandit à Etterbeek. Il fait ses études au Collège Saint-Michel. À l’âge de 15 ans, il s’inscrit en cours du soir à l’académie des arts de Woluwé-Saint-Pierre au cours de bande dessinée donné par Guy Brasseur.
À l’âge de 18 ans, il publie ses premières planches dans le journal de Tintin, une histoire courte intitulée Identification en 1984.
Après ses secondaires, il suit l’enseignement supérieur en arts plastiques à l'Institut Saint-Luc à Bruxelles, section Bande Dessinée. Suivra une maîtrise en communication et marketing à la Solvay School,.

### En sculpture

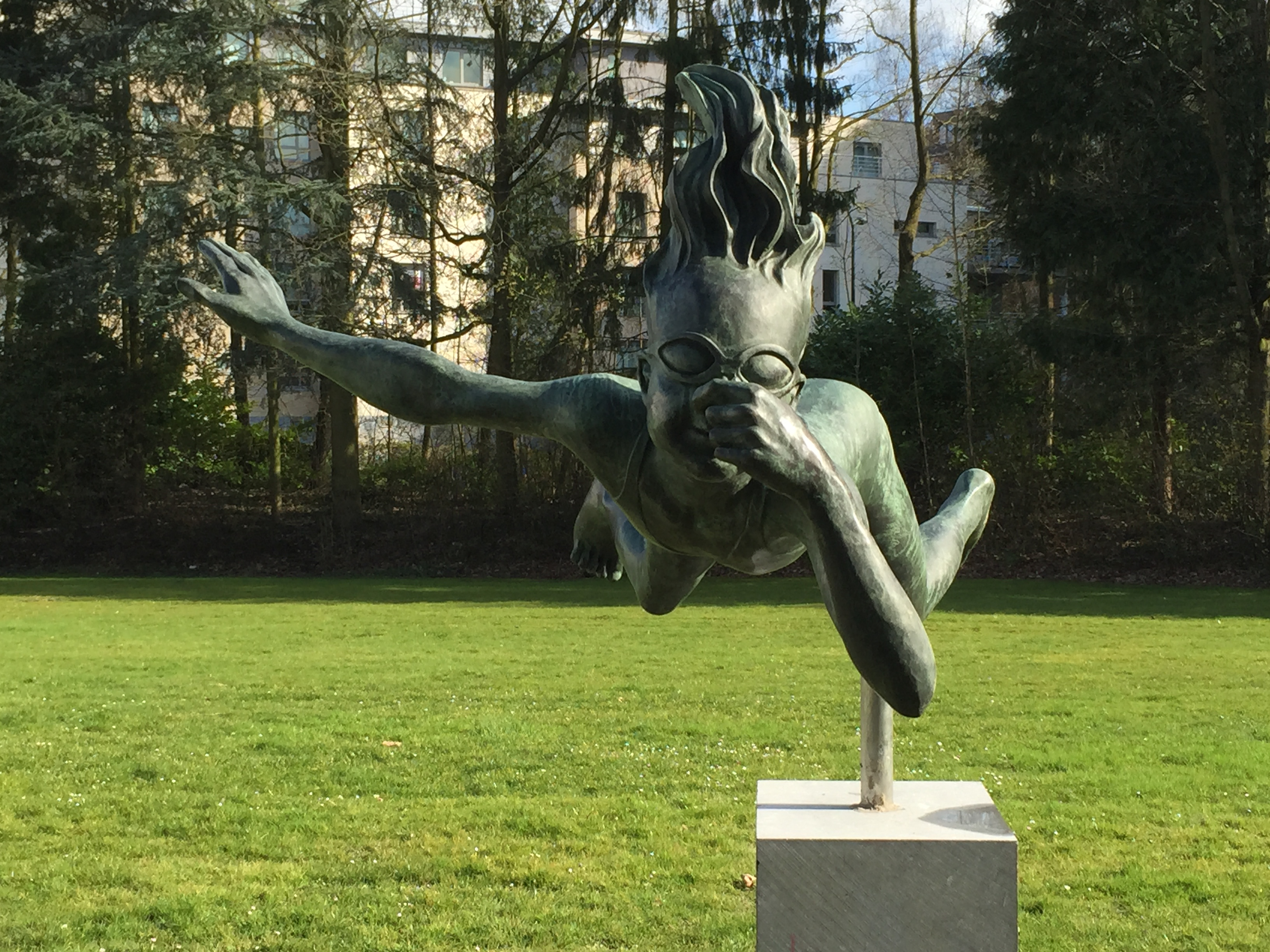
A Little Splash, sculpture en bronze de Luc Peiffer et installée aux abords de la piscine communale de Woluwé-Saint-Pierre

Luc Peiffer est un sculpteur figuratif. Ses sculptures ne sont jamais fort éloignées de l'univers de la bande dessinée. Plusieurs de ses œuvres sont présentées dans diverses galeries aux Pays-Bas,,.
En 2013, il gagne le Prix des Arts de Woluwé-Saint-Pierre avec une de ses nageuses, A Little Splash. L’œuvre est acquise par la commune pour être installée au solarium de Sportcity, le complexe sportif de Woluwé-Saint-Pierre. La petite nageuse est visible depuis l'intérieur de la piscine et fait écho aux baigneurs. L'œuvre est issue de l’imaginaire et de souvenirs personnels d’enfance de l’artiste. Le bronze fut inauguré le 21 juin 2015.

### En bande dessinée
En 2020, Luc Peiffer souhaite revenir à ses premières amours, la bande dessinée. Il propose une idée d'histoire à Pilar Pujadas, romancière et amie. Celle-ci écrit le scénario complet et les dialogues de Un Amour suspendu,. L'album est édité aux Éditions Kennes et sort le 8 mars 2023.
Selon ses dires, il a pour livre de chevet Bab-el-Mandeb d'Attilio Micheluzzi.

### Parcours professionnel
Il enseigne la bande dessinée à l’académie des arts de Saint-Gilles. Il travaille ensuite comme illustrateur textile et crée en 1995 l’agence L&A Peiffer Communication & Design où il officie comme Directeur créatif dans la publicité et le packaging. Il suit en parallèle une formation de sculpteur en cours du soir à l’académie de Woluwé-Saint-Pierre, avec successivement Didier Leemans et Patrick Guns comme professeurs.

### Vie privée
Luc Peiffer est marié à Ann-Michèle Deceuninck, graphiste et peintre. Il est le père du DJ belge Henri PFR,. Ann-Michèle et Luc ont également une fille, Anna.

## Œuvre

### Albums de bande dessinée
- Un amour suspendu[19],[20],[21],[22], Kennes Éditions, Gerpinnes, 8 mars 2023
Scénario : Pilar Pujadas - Dessin et couleurs : Luc Peiffer -  (ISBN 978-2-380-75889-4)

## Prix et distinctions
- 2023 :  citoyen d'honneur de Woluwé-Saint-Pierre[2],[16].

### Émissions de radio
- Luc Peiffer et Henri PFR, émission Du sucre dans votre été présentée par Delphine Freyssinet, Denis de Lovinfosse et Sandy Louis sur Radio chrétienne francophone, (50 min), 15 août 2023.

### Vidéographie
- [vidéo] « Derrière la palette ... Pilar Pujadas et Luc Peiffer », sur YouTube, 21 mars 2023